# Apothekenmuseum Viekšniai

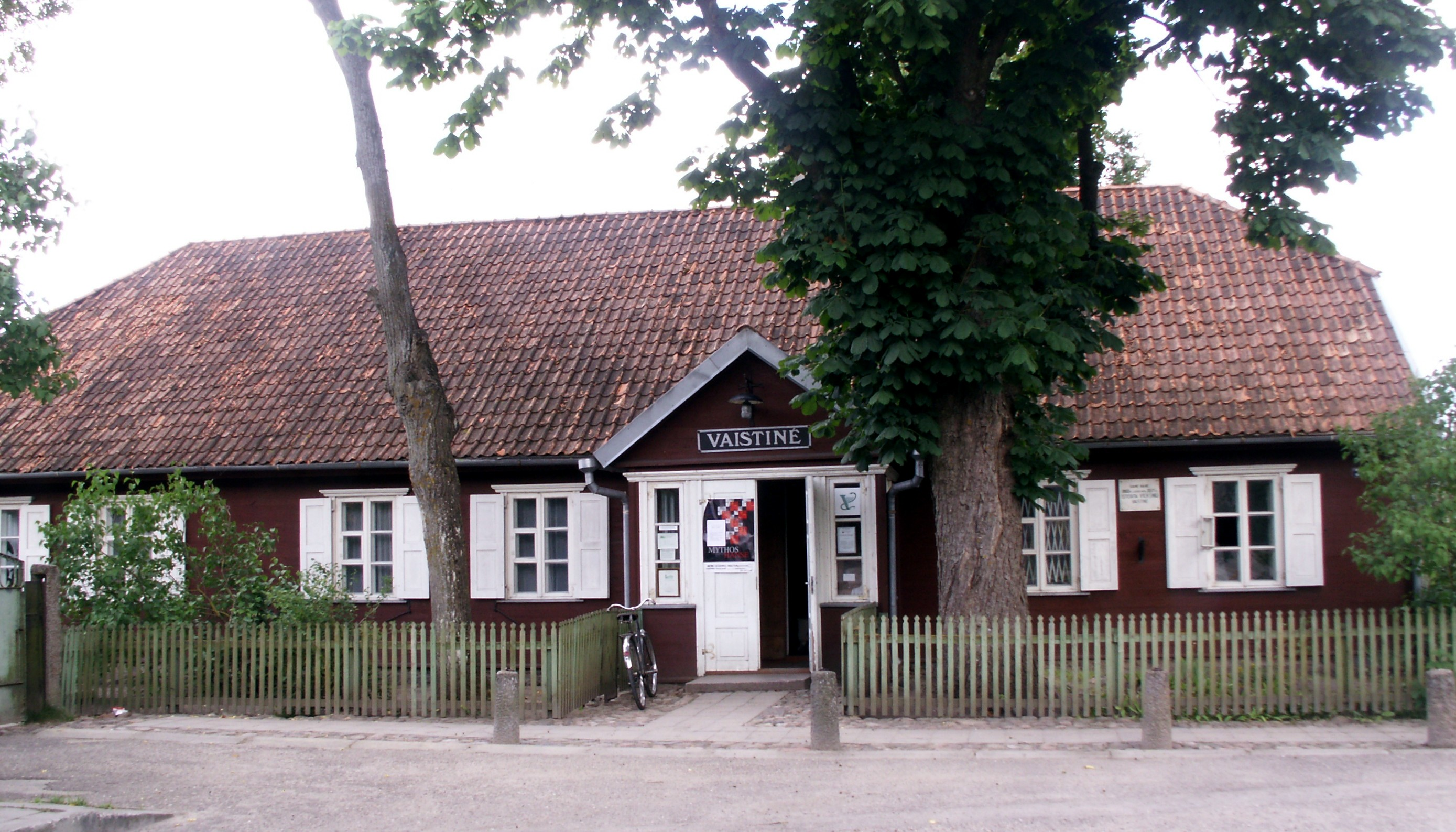
Gebäude

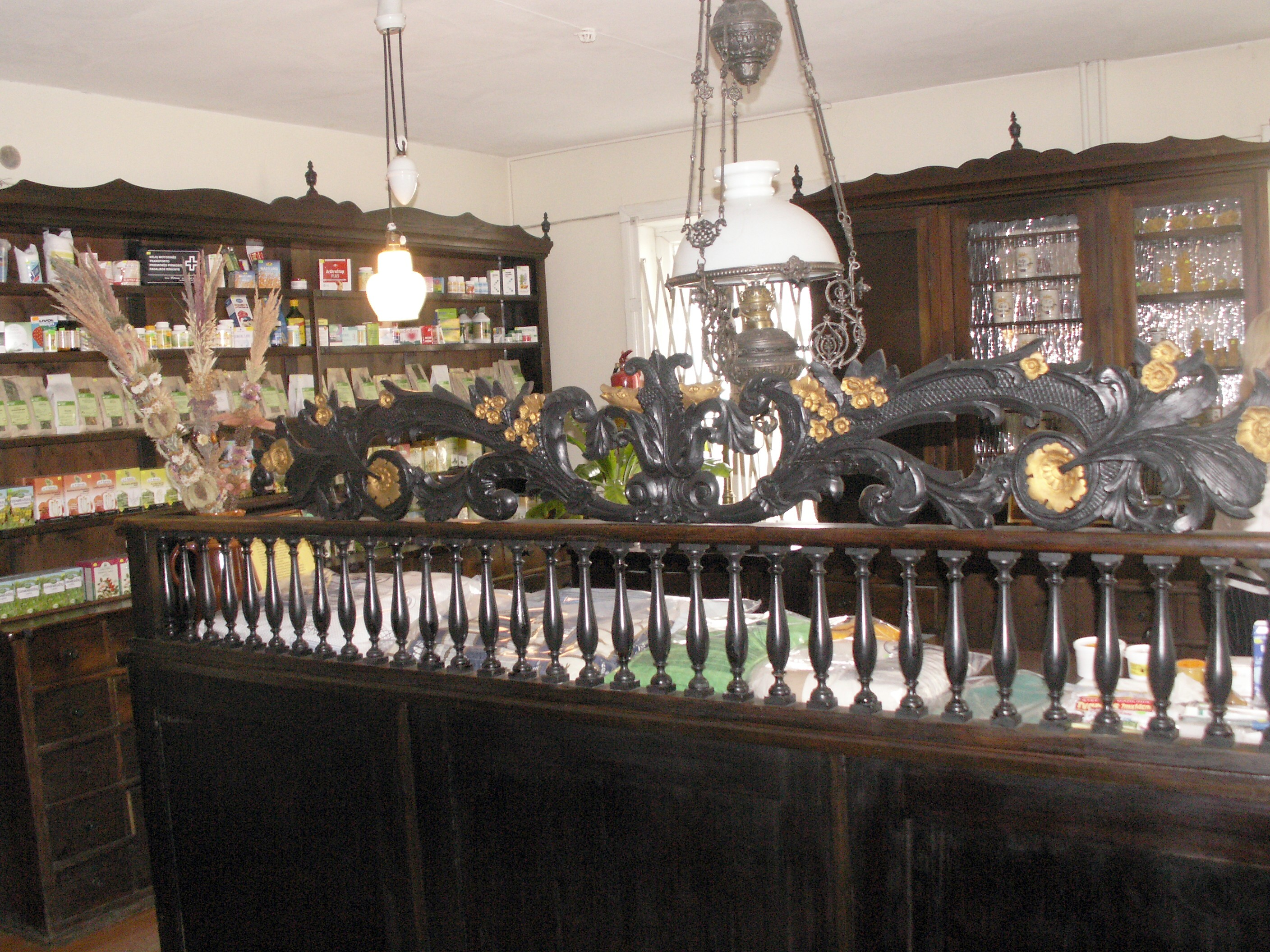
Innen

Das Apothekenmuseum Viekšniai (die Apotheke Viekšniai) ist die drittälteste Apotheke im Norden von Niederlitauen und ein Pharmaziemuseum (Apothekenmuseum). Es befindet sich in der heutigen Rajongemeinde Mažeikiai im Bezirk Telšiai.

## Geschichte
Die Apotheke  wurde im Juli 1860 im Zentrum von Viekšniai, in der Ecke des ehemaligen Platzes, eröffnet. 1859 kaufte Fjodor Geldner (später Theodor (as) von Göldner) aus Telšiai ein im 18. Jahrhundert von Rabbi Abbe Joffes erbautes Haus für 1200 Silberrubel. Fjodor verwandelte die Hälfte des von ihm gekauften Hauses in eine Apotheke und stellte dem Rest zwei Räume für das Familienleben vor. 
1987 wurde die Erlaubnis bei der Übergabe des Gebäudes an das Kulturministerium Litauens eingeholt, die Apotheke wiederherzustellen und ein Museum einzurichten. 1991 begannen die Restaurierungsarbeiten. 1995 öffnete man die alte Apotheke wieder für Kunden und gleichzeitig für die Museumsbesucher, die hier das Gebäude aus dem 19. Jahrhundert kennenlernen können. Später wurde der Kräutergarten der Apotheke erneuert.